# 1726 у літературі

## Твори
- «Мандри Гуллівера» — сатирико-фантастична книга Джонатана Свіфта.

## Народились
- 28 січня — Вейсе Християн Фелікс, німецький письменник, драматург, поет, автор повістей і оповідань для дітей.
- 15 серпня — Карл Антон Мартіні, австрійський правознавець, філософ права, основний автор Цивільного кодексу для Східної Галичини 1797 року та співавтор Австрійського загального цивільного уложення.
- 2 вересня — Джон Говард, англійський юрист, філантроп, письменник.
- 21 вересня — Йован Раїч, сербський поет, історик, педагог.
- 6 жовтня — Леклерк Ніколя-Габріель, французький лікар, літератор, перекладач, історик.
- Захаріє Орфелін, сербський поет, походив з Воєводини.

## Померли
- 19 березня — Йоганн Адольф Ангальт-Цербстський, німецький шляхтич з династії Асканіїв, принц Ангальт-Цербстський, військовик, поет, складач церковних гімнів.
- 26 березня — Джон Ванбру, британський драматург, шпигун, архітектор-аматор.